# 마르가레테 폰 프로이센 왕녀
프로이센 공주 마르가레테(Princess Margaret of Prussia, 1872년 4월 22일 ~ 1954년 1월 22일)는 독일 황제 프리드리히 3세와 프린세스 로열 빅토리아의 막내였다. 그녀는 또한 빌헬름 2세 황제의 여동생이자 빅토리아 여왕의 외손녀이기도 했다. 그녀는 핀란드의 왕으로 선출된 프리드리히 카를 폰 헤센과 결혼하여, 1918년 12월 14일에 그가 왕위를 포기하기로 결정하지 않았다면 그녀를 핀란드의 왕비가 될 예정이었다. 1926년, 그들은 헤센의 방백과 방백비의 칭호를 받았다. 그 부부는 여섯 명의 아들을 낳았고 전시에 그들 중 세 명, 1차 세계대전 동안 두 명과 2차 세계대전 동안 한 명을 잃었다.